# Сингх, Тони-Энн
Тони-Энн Сингх (род. 1 февраля 1996, Морант-Бей, Сарри) — ямайская певица и модель, обладательница титула Мисс Мира 2019. Также обладает титулом Мисс Ямайка 2019 и является четвёртой обладательницей титула Мисс Мира с Ямайки.

## Ранние годы. Образование
Сингх родилась в городе Морант-Бей на Ямайке. У неё смешанное происхождение, её мать — афроямайка, а отец — индоямаец.
Когда Сингх было девять лет, её семья иммигрировала в США, поселившись во Флориде. Позже Сингх поступила в университет штата Флорида в Таллахасси, где получила учёную степень по женским исследованиям и психологии.

## Карьера

### Мисс Ямайка 2019
В 2019 году Сингх приняла участие в конкурсе красоты Мисс Ямайка, в результате победы в котором стала обладательницей титула Мисс Ямайка 2019 и получила право представлять Ямайку на конкурсе Мисс Мира.

### Мисс Мира 2019
В ноябре 2019 года Сингх прибыла в Лондон для участия в отборочных мероприятиях конкурса Мисс Мира. Сингх попала в топ-40 на конкурсе топ-моделей, а также победила на конкурсе талантов, что позволило ей напрямую попасть в финал (топ-40) конкурса Мисс Мира. Финал состоялся в ночь на 14 декабря 2019 года в выставочном центре ExCeL London, где Сингх прошла сначала из топ-40 в топ-12, а затем и в топ-5.
В ходе «вопросов и ответов», Пирс Морган задал Сингх вопрос: «Почему именно Вы должны выиграть титул Мисс мира 2019?», на который Сингх ответила так:

Я думаю, что я представляю собой что-то особенное ... поколение женщин, которые стремятся изменить мир. Я не считаю себя лучше, чем другие девушки на сцене, но я скажу, что меня отличают моё увлечение успешными женщинами и моя уверенность в том, что у меня есть все те же возможности, что были и у них.
Оригинальный текст (англ.)I think I represent something special...a generation of women who are pushing forward to change the world. I don't consider myself better than any other girls on the stage, but I will say that my passion for women and making sure that they have had the same opportunities that I have had, is something that sets me apart.
— 
Также ей был задан вопрос: «Кто для вас самая вдохновляющая женщина в мире?», на который она ответила так:

Самая вдохновляющая женщина для меня — это моя мать. Я должна сказать, что если моя мать и мой отец являются корнями, а я деревом, тогда на самом деле любая работа, которую я делаю, всё, что я могу изменить в мире — это плоды их труда. Всю свою жизнь я видела, как мама вливала в меня всё, даже жертвуя своими собственными желаниями и своими потребностями, и только благодаря ей я могу находиться сегодня перед вами.
Оригинальный текст (англ.)The most inspiring woman to me is my mother. Now I must say, if my mother and my father are the roots, and I'm the tree, then really, any work that I do, anything that I'm able to change in the world...It is the fruits of their labor and I watched her pour everything into me, even at the sacrifice of her own wants and her needs, and that's why I am able to sit before you today.
— 
В конце мероприятия она была коронована как Мисс Мира 2019 предыдущей Мисс Мира Ванессой Понсе  из Мексики, обойдя ставших первой вице-Мисс Мира Офелию Мезино из Франции и второй вице-Мисс Мира Суман Рао из Индии.
С этой победой Сингх стала четвёртой ямайской женщиной обладательницей титула Мисс Мира (предыдущей была Лиза Ханна, обладательница титула Мисс Мира 1993 года) и первой чернокожей женщиной выигравшей титул Мисс Мира с тех пор, как Агбани Дарего из Нигерии выиграла титул Мисс Мира 2001 года. Эта победа также сделала 2019 год первым в истории годом, когда чернокожие женщины выиграли сразу два конкурса из «Большой четвёрки» самых престижных конкурсов красоты в мире, после того, как Зозибини Тунзи из Южной Африки стала первой в истории чернокожей женщиной, выигравшей титул Мисс Вселенная.